# Матус-Коста
Матус-Коста (порт. Matos Costa)  —  муниципалитет в Бразилии, входит в штат Санта-Катарина. Составная часть мезорегиона Запад штата Санта-Катарина. Входит в экономико-статистический  микрорегион Жоасаба. Население составляет 3841 человек на 2006 год. Занимает площадь 432,177 км². Плотность населения — 8,9 чел./км².

## История
Город основан 23 апреля 1962 года.

## Статистика
- Валовой внутренний продукт на 2003 составляет 11.745.929,00 реалов (данные: Бразильский институт географии и статистики).
- Валовой внутренний продукт на душу населения на 2003 составляет 3.309,65 реалов (данные: Бразильский институт географии и статистики).
- Индекс развития человеческого потенциала на 2000 составляет 0,746 (данные: Программа развития ООН).